# Henry George (ciclista)
Henry George (Charleroi, 18 febbraio 1891 – Uccle, 6 gennaio 1976) è stato un pistard belga.

## Carriera
Ha vinto la medaglia d'oro nel ciclismo su pista alle Olimpiadi 1920 svoltesi ad Anversa, in particolare nella gara di 50 chilometri su pista.